# Wannsee
Wannsee ([ˈɡʁoːsɐ ˈvanˌzeː]ⓘ en alemán: Großer Wannsee) hace referencia a un par de lagos enlazados al suroeste de Berlín, Alemania y al nombre del distrito en el que se hallan. Ambos lagos, el más grande Großer Wannsee (Gran Wannsee) y el Kleiner Wannsee (Pequeño Wannsee), se encuentran en el río Havel, y están separados únicamente por el puente Wannsee. 
El más grande de los dos lagos cubre un área de 2 732 km² y tiene una profundidad máxima de 9 m. El Wannsee es conocido por ser el punto de recreo y de baño más importante de la parte occidental de Berlín. 
Es también el lugar donde se encuentra el Strandbad Wannsee, un centro de recreo acuático al aire libre con una de las playas interiores más largas de Europa, así como una popular área nudista. Fue construido entre 1920-1930 después de haber sido ideado por Richard Ermisch.
El distrito de Wannsee es famoso por sus numerosas mansiones, casas de campo y chalés de vacaciones, erigidas año tras año por adinerados berlineses para retirarse los fines de semana de la ciudad.

## Historia
En enero de 1942, oficiales superiores nazis se reunieron en la Villa Marlier (un edificio construido entre 1914-1915) para planificar la solución final, la exterminación de los judíos de Europa. Desde entonces, este evento se ha conocido como la conferencia de Wannsee. En la actualidad, el edificio se ha convertido en un monumento conmemorativo y un centro de educación.